# Будьи, Иштван
Иштван Будьи (венг. Bugyi István; 3 января 1898, Сентеш, Австро-Венгрия — 3 апреля 1981, Сентеш, Венгрия) — венгерский хирург, доктор медицины, педагог, профессор университета Сегеда. Лауреат государственной премии Кошута (1949). Почётный гражданин Сентеша (1976)

## Биография
Изучал медицину в Будапештском университете. В 1920 году там же получил степень доктора медицины. С 1922 по 1924 год работал ординатором хирургической клиники Будапештского университета. В 1924 году — работал хирургом в Вене, в 1925 году — в Германии, в 1929 г. стажировался во Франции. С 1924 по 1931 год — доцент хирургического отделения больницы Св. Иоанна в Будапеште.
С 1931 по 1968 годах был главным хирургом в Сентешской больницы, периодически исполнял обязанности главного врача этой больницы (1943—1944 , 1947—1955 , 1959—1968). С 1942 года читал лекции в области медицинской практики и медицинской хирургии в медицинском университете в Сегеде.
Автор ряда трудов в области медицины.

## Избранные публикации
- Csongrádvármegye Közkórháza sebészeti osztályának évkönyve (19312)
- Időszerű kérdések a végbélrák sebészeti orvoslásában (1936)
- A sebészorvos : fundamenta studii chirurgici : gyakorló orvosok számára (1939)
- Orvosi ortoghraphia (1959)
- Gyakorlati sebészet (1960, 1961)
- Repetitorium chirurgiae : 1000 kérdés felelet a nagysebészet és rokonszakmái köréből (1970, 1971)
- Plasztikai sebészet : Országos Ankét Szentesen : 1976

## Память
- Его именем названа больница в Сентеше[2]